# 巴比纳
巴比纳（Babina），是印度北方邦Jhansi县的一个城镇。总人口31947（2001年）。

## 人口
该地2001年总人口31947人，其中男性19706人，女性12241人；0—6岁人口4077人，其中男2174人，女1903人；识字率73.12%，其中男性为81.52%，女性为59.59%。